# Akara cętkowana
Akara cętkowana, akara karłowata (Laetacara curviceps) – gatunek słodkowodnej ryby okoniokształtnej z rodziny pielęgnicowatych (Cichlidae). Bywa hodowana w akwariach. 

## Występowanie
Gatunek naturalnie występuje w Ameryce Południowej, w dorzeczu Amazonki – właściwym korycie rzeki oraz w dolnych odcinkach jej dopływów, w miejscach zacienionych o małym przepływie wody.

## Charakterystyka
Ciało ma barwę od szaro- do zielonosrebrzystego, łuski są ciemniej obrysowane. Pokrywy skrzelowe, okolice pod oczami, płetwy ogonowa i odbytowa oraz tylna część płetwy grzbietowej pokryte są charakterystycznymi turkusowymi cętkami. Górny brzeg płetwy grzbietowej jest czerwonawo obrzeżony. Poczynając od otworu gębowego, poprzez oko, do wysokości tylnej części nasady płetwy grzbietowej ciągnie się ciemniejszy pas w stosunku do ubarwienia reszty ciała. Samiec ma bardziej szpiczastą płetwę grzbietową. Ciało bocznie spłaszczone. Na płetwie grzbietowej występuje 15 promieni twardych oraz 7 miękkich, na płetwie odbytowej są 3 twarde i 7 miękkich promieni.

### Dymorfizm płciowy
Samiec większy i intensywniej ubarwiony od samicy. Ma bardziej wydłużone końce płetw: grzbietowej, brzusznej i odbytowej, a dodatkowo płetwa grzbietowa jest bardziej szpiczasta. W okresie tarła istnieje możliwości rozróżnienia samca od samicy po kształcie brodawek płciowych. U samicy brodawka jest szersza i bardziej zaokrąglona, natomiast u samca zaostrzona i węższa.

### Morfometria
Wielkość – samica – 4,6 cm, samiec – 6,6 cm. Maksymalna długość do 10 cm. W akwariach zwykle nie więcej niż 8 cm.

### Zachowanie
Gatunek w naturze zgodny. Przejawy agresji mogą wystąpić w hodowli, przy małym akwarium i dużej ilości ryb. Wskazane jest, by w akwarium żyło kilka osobników tego gatunku. Towarzystwo innych ryb akarze nie przeszkadza. Najlepiej czuje się w warstwie przydennej i środkowej wody.

## Warunki w akwarium
| Zalecane warunki w akwarium | Zalecane warunki w akwarium  |
| --------------------------- | ---------------------------- |
| Zbiornik                    | średni                       |
| Temperatura wody            | 22–25 °C (do tarła do 29 °C) |
| Twardość wody               | 5–12°n                       |
| Skala pH                    | 5,2–7,5                      |
| Pokarm                      | żywy, płatkowany, mrożony    |

## Rozmnażanie
Na tarło wystarczy akwarium małe (ok. 40 l), o podłożu z drobnego żwirku i płaskim kamieniem wcześniej wyczyszczonym przez ryby dla składanej na nim ikry. Ikra w liczbie do 200 ziarenek. Ryby często zjadają złożoną ikrę, dlatego dobrze jest wychowywać ją sztucznie w osobnym zbiorniku.
Wylęg narybku następuje po 4 dniach. Młode osobniki przybierają wygląd dorosłych po ok. 4 tygodniach. Zawartość woreczka żółtkowego wystarcza na trzy dni, po których młode zaczynają szukać pożywienia. W tym czasie karmienie polega na podawaniu drobnego „pyłu” żywego pokarmu. 
Często zdarza się, że dochodzi do tzw. sztucznego tarła. Ma to miejsce, gdy dwie samice „udają” parę. Obie składają ikrę, opiekują się nią, mimo że nie została zapłodniona.